# Erycina crista-galli
Erycina crista-galli es una especie de orquídea epífita originaria de Centroamérica.

## Descripción
Es una orquídea de tamaño diminuto, que prefiere el clima cálido, es epifita y que presenta un pseudobulbo elíptico-ovoide envuelto por varias brácteas foliáceas,  tiene una hoja apical abortada y varias hojas lineal-lanceoladas. Florece con una o pocas flores en una inflorescencia axilar en forma de racimo, erecta o arqueada de 7 cm de largo, que surge de un pseudobulbo madur,  puede tener de 3 a 4  pseudobulbos y florece en el verano y otoño, pero puede florecer una segunda vez más adelante si se mantiene en condiciones óptimas. Esta especie necesita ser colgada en alto, con corcho o helecho arborescente y mantenerla constantemente húmeda durante todo el año.

## Distribución y hábitat
Se encuentra en México, Guatemala, Belice, El Salvador, Honduras, Nicaragua, Costa Rica y Panamá, hay referencias de que se pueden encontrar desde Colombia a Perú, pero no está confirmado, aunque en Colombia ya ha sido reportado en la localidad de Alto Jordán, (Santander), creciendo como epifita sobre árboles frutales. Aparece en el bosque lluvioso de montaña y en las plantaciones de café desde 650 a 1850 metros.

## Sinónimos
- Oncidium crista-galli Rchb.f., Bot. Zeitung (Berlin) 10: 697 (1852).
- Psygmorchis crista-galli (Rchb.f.) Dodson, Native Ecuadorian Orchids 4: 883 (2003).
- Stacyella crista-galli (Rchb.f.) Szlach., Polish Bot. J. 51: 41 (2006), genus name not validly publ..
- Oncidium iridifolium Lindl., Edwards's Bot. Reg. 22: t. 1911 (1836), nom. illeg.
- Oncidium decipiens Lindl., Fol. Orchid. 6: 22 (1855), nom. illeg.[2]